# Волокское сельское поселение (Новгородская область)
Волокское се́льское поселе́ние — муниципальное образование в Боровичском районе Новгородской области Российской Федерации.
Административный центр — деревня Волок.

## География
Территория сельского поселения граничит граничит с Сушанским сельским поселением Боровичского муниципального района и территориями Окуловского и Любытинского муниципальных районов.
Крупнейшая река в муниципальном образовании — Мста.

## История
Статус сельского поселения и границы установлены областным законом от 22 декабря 2004 года № 373-ОЗ «Об установлении границ муниципальных образований, входящих в состав территории Боровичского муниципального района, наделении их статусом городского и сельских поселений и определении административных центров». 
Статус и границы сельского поселения установлены Законом Новгородской области от 11 ноября 2005 года № 559-ОЗ «Об административно-территориальном устройстве Новгородской области».
В апреле 2010 года в сельское поселение включено Кировское сельское поселение.

## Население
| 1989  | 2002  | 2006  | 2008  | 2009  | 2010  | 2012  |
| ----- | ----- | ----- | ----- | ----- | ----- | ----- |
| 1161  | ↘1023 | ↘1016 | ↘1010 | ↗1589 | ↘1268 | ↘1215 |
| 2013  | 2014  | 2015  | 2016  | 2017  | 2021  |       |
| ↘1158 | ↘1126 | ↘1110 | ↘1093 | ↗1097 | ↘763  |       |

## Состав сельского поселения
| №  | Населённый пункт    | Тип населённого пункта          | Население |
| -- | ------------------- | ------------------------------- | --------- |
| 1  | Безуни              | деревня                         | →0        |
| 2  | Белавино            | деревня                         | ↘1        |
| 3  | Береговая           | деревня                         | →5        |
| 4  | Береговая Коломенка | деревня                         | ↗8        |
| 5  | Березицы            | деревня                         | ↘60       |
| 6  | Бобино              | деревня                         | →0        |
| 7  | Большой Каменник    | деревня                         | ↘18       |
| 8  | Бор                 | деревня                         | ↘20       |
| 9  | Ботково             | деревня                         | ↗5        |
| 10 | Вересовка           | деревня                         | ↘11       |
| 11 | Водоси              | деревня                         | →0        |
| 12 | Волок               | деревня, административный центр | ↘506      |
| 13 | Выглядово           | деревня                         | ↗1        |
| 14 | Вятерево            | деревня                         | ↘0        |
| 15 | Горка               | деревня                         | ↘5        |
| 16 | Горы                | деревня                         | ↘19       |
| 17 | Громово             | деревня                         | ↗4        |
| 18 | Долгая Лука         | деревня                         | ↗2        |
| 19 | Дубовики            | деревня                         | ↘0        |
| 20 | Елигово             | деревня                         | ↘93       |
| 21 | Жеребятниково       | деревня                         | ↘2        |
| 22 | Залезёнка           | деревня                         | ↘0        |
| 23 | Заполек             | деревня                         | →4        |
| 24 | Кировский           | посёлок                         | ↘297      |
| 25 | Клин                | деревня                         | ↘14       |
| 26 | Левково             | деревня                         | →0        |
| 27 | Лопатьево           | деревня                         | ↘22       |
| 28 | Малиновец           | деревня                         | ↗21       |
| 29 | Малый Каменник      | деревня                         | →4        |
| 30 | Мишино              | деревня                         | ↘0        |
| 31 | Немчуга             | деревня                         | ↗7        |
| 32 | Озерёво             | деревня                         | ↘8        |
| 33 | Окладнево           | деревня                         | ↘63       |
| 34 | Райцы               | деревня                         | ↘0        |
| 35 | Родишкино           | деревня                         | ↗8        |
| 36 | Саково              | деревня                         | ↘0        |
| 37 | Семёновское         | деревня                         | ↗9        |
| 38 | Серафимовка         | деревня                         | ↘3        |
| 39 | Сивцево             | деревня                         | ↘9        |
| 40 | Солнечная           | деревня                         | →0        |
| 41 | Тепецкое            | деревня                         | ↗1        |
| 42 | Теребня             | деревня                         | ↘6        |
| 43 | Торопина Мельница   | деревня                         | ↘21       |
| 44 | Хвощник             | деревня                         | ↘11       |

## Местное самоуправление
Глава сельского поселения — Петрова Наталья Николаевна. Совет депутатов сельского поселения состоит из 10 человек.

## Экономика
- карьер Окладнево Боровичского комбината огнеупоров
- Волокское лесничество Боровичского лесхоза
- ООО "Агро-Волок"
- КХ "Гелетей И.И
- ООО "КХ Яковлева С.А"
- КХ "Хуторок"
- 3 торговых предприятия: ИП "Алеся",  ИП "Империя",  ОАО "Деметра"

## Здравоохранение
- ФП дер.Волок
- ФАП п.Кировский
- Фап дер.Окладнево

## Образование
- МАОУ СОШ дер.Волок
- МБДОУ детский сад дер.Волок

## Культура
Волокской сельский  Дом культуры
Кировский сельский Дом культуры
МБУК " Межпоселенческое социально-культурное объединение дер.Волок
МБУК " Межпоселенческое социально-культурное объединение п.Кировский

## Связь
- Волокское отделение почтовой связи (индекс 174421)
- Кировское отделение почтовой связи (индекс 174423)